# Берген
Бе́рген (норв. Bergen, [bærɡən]ⓘ) — місто на південному заході Норвегії. Великий порт, розташований на узбережжі Берген-фіорду.

## Економіка
Суднобудівна, машинобудівна, текстильна промисловість. Важливий центр рибальства та експорту риби. Інститути: метеорологічний, біологічний, рибальства. Аеропорт Флесланн (40 хв їзди від центру міста) зі щоденними сполученнями до Осло, Ставангера, Амстердама, Копенгагена та інших міст.

## Географія
Місто поділяється на декілька дільниць, що включають: Фана разом з Несттун та Мідтун, Осане (дослівно Пагорби), Індре Арна, Утре Арна, Філлінсдален, Лоддеф'юрд, Парадіс та інші.
Берген оточений декількома горами, найвища серед них гора Ульрікен, бл. 800 м. Інші гори: Левстаккен, Флеєн.

### Клімат
Місто знаходиться у зоні, котра характеризується морським кліматом. Найтепліший місяць — липень із середньою температурою 14,3 °C (57.7 °F). Найхолодніший місяць — січень, із середньою температурою 1,3 °С (34.3 °F).
| Клімат Бергена          | Клімат Бергена | Клімат Бергена | Клімат Бергена | Клімат Бергена | Клімат Бергена | Клімат Бергена | Клімат Бергена | Клімат Бергена | Клімат Бергена | Клімат Бергена | Клімат Бергена | Клімат Бергена | Клімат Бергена |
| Показник                | Січ.           | Лют.           | Бер.           | Квіт.          | Трав.          | Черв.          | Лип.           | Серп.          | Вер.           | Жовт.          | Лист.          | Груд.          | Рік            |
| Абсолютний максимум, °C | 11             | 11             | 16             | 21             | 25             | 27             | 27             | 28             | 25             | 20             | 15             | 13             | 28             |
| Середній максимум, °C   | 3,6            | 4              | 5,9            | 9,1            | 14             | 16,8           | 17,6           | 17,5           | 14,2           | 11,2           | 6,9            | 4,7            | 10,5           |
| Середня температура, °C | 1,3            | 1,5            | 3,3            | 5,9            | 10,5           | 13,3           | 14,3           | 14,1           | 11,2           | 8,6            | 4,6            | 2,4            | 7,6            |
| Середній мінімум, °C    | −0,4           | −0,5           | 0,9            | 3              | 7,2            | 10,2           | 11,5           | 11,6           | 9,1            | 6,6            | 2,8            | 0,6            | 5,2            |
| Абсолютний мінімум, °C  | −15            | −12            | −10            | −6             | −3             | 1              | 3              | 2              | 2              | −6             | −12            | −15            | −15            |
| Норма опадів, мм        | 190            | 152            | 170            | 114            | 106            | 132            | 148            | 190            | 283            | 271            | 259            | 235            | 2250           |
| Днів з дощем            | 21             | 16             | 20             | 19             | 20             | 19             | 21             | 22             | 24             | 25             | 23             | 22             | 252            |
| Днів зі снігом          | 16             | 13             | 12             | 7              | 1              | 0              | 0              | 0              | 0              | 1              | 7              | 13             | 70             |
| ----------------------- | -------------- | -------------- | -------------- | -------------- | -------------- | -------------- | -------------- | -------------- | -------------- | -------------- | -------------- | -------------- | -------------- |
| Джерело: Weatherbase    |                |                |                |                |                |                |                |                |                |                |                |                |                |

## Історія
Місто було засноване норвезьким королем Олафом Кюрре або Спокійним (1050—1093), сином короля Гаральда Гардроде.
З 1163 р. деякий час було місцем коронації королів Норвегії.

## Вищі навчальні заклади
- Бергенський університет
- Музична академія імені Гріга

## Театри
- Національна сцена — найстаріший театр Норвегії.

## Музеї
У Бергені є декілька музеїв. Найголовніші:
- Брюґґен
- Гоконсгаллен (резиденція норвезьких королів) та вежа Розенкранцторнет
- Музей Ганзи
- Дім музей норвезького композитора Едварда Гріґа
- Музей Прокази
- Норвезький музей рибальства
- Дім музей скрипаля Оле Булла на острові Лісоєн

## Пам'ятки архітектури
- Бергенський собор

## Сади і парки
- Ботанічний сад та дендрарій Бергенського університету площею 70 га.

## Уродженці
- Едвард Гріг (1843—1907) — великий норвезький композитор періоду романтизму, музичний діяч, піаніст, диригент, основоположник норвезької професійної композиторської школи
- Амалія Скрам (1846—1905) — норвезька феміністська письменниця
- Тер'є Руд-Ларсен (* 1947) — норвезький соціолог, дипломат, політик.
- Сіссель Ширшебо (* 1969) — норвезька співачка-сопрано
- Евен Йогансен (* 1970) — норвезький співак, поет та композитор.
- Крістоффер Ларсен (* 1992) — норвезький футболіст, півзахисник.
- Крістоффер Хагенес (* 1990) — норвезький футбольний арбітр.

## Галерея

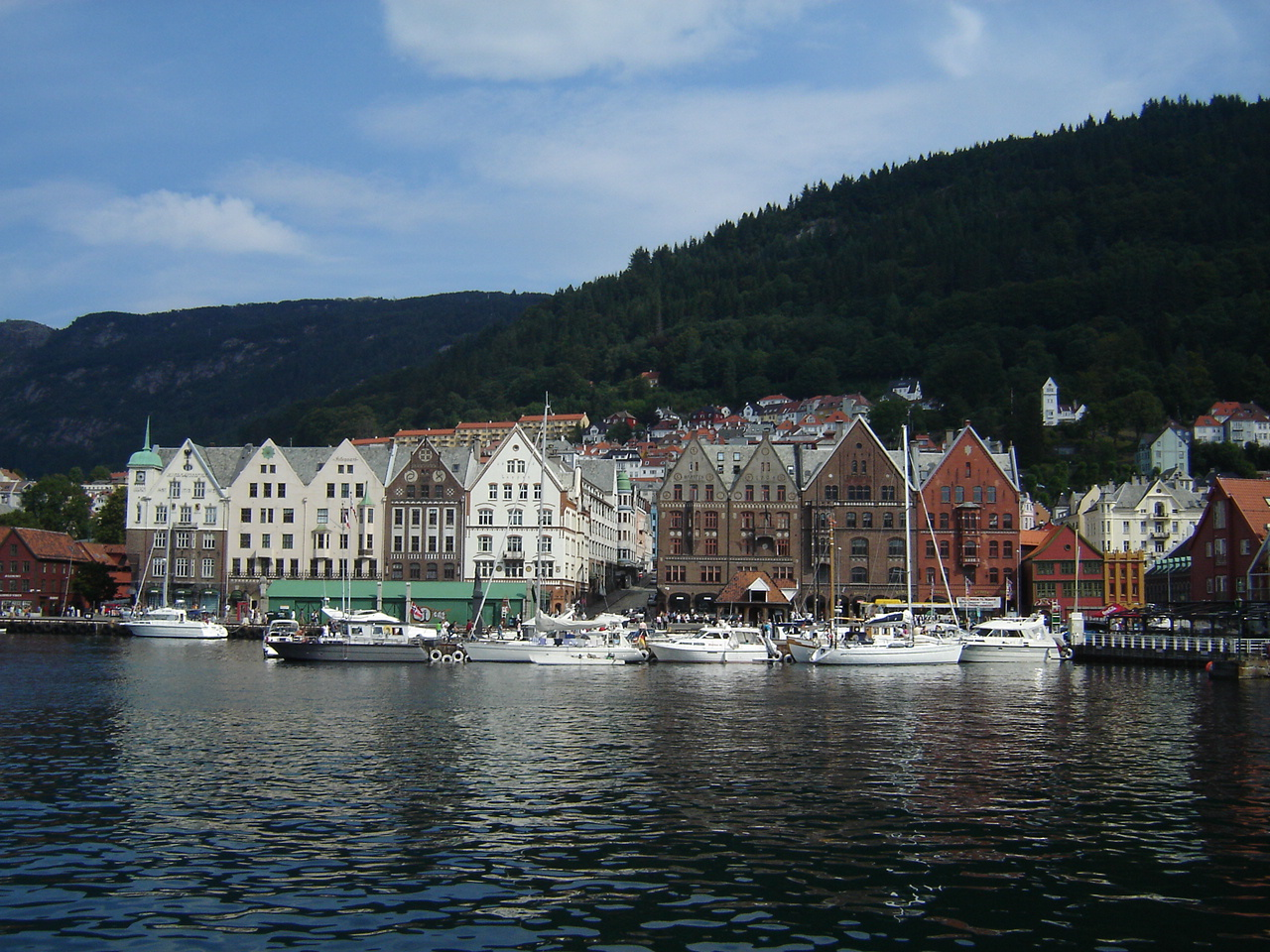
Брюген, дослівно — гавань, у центрі міста Берген
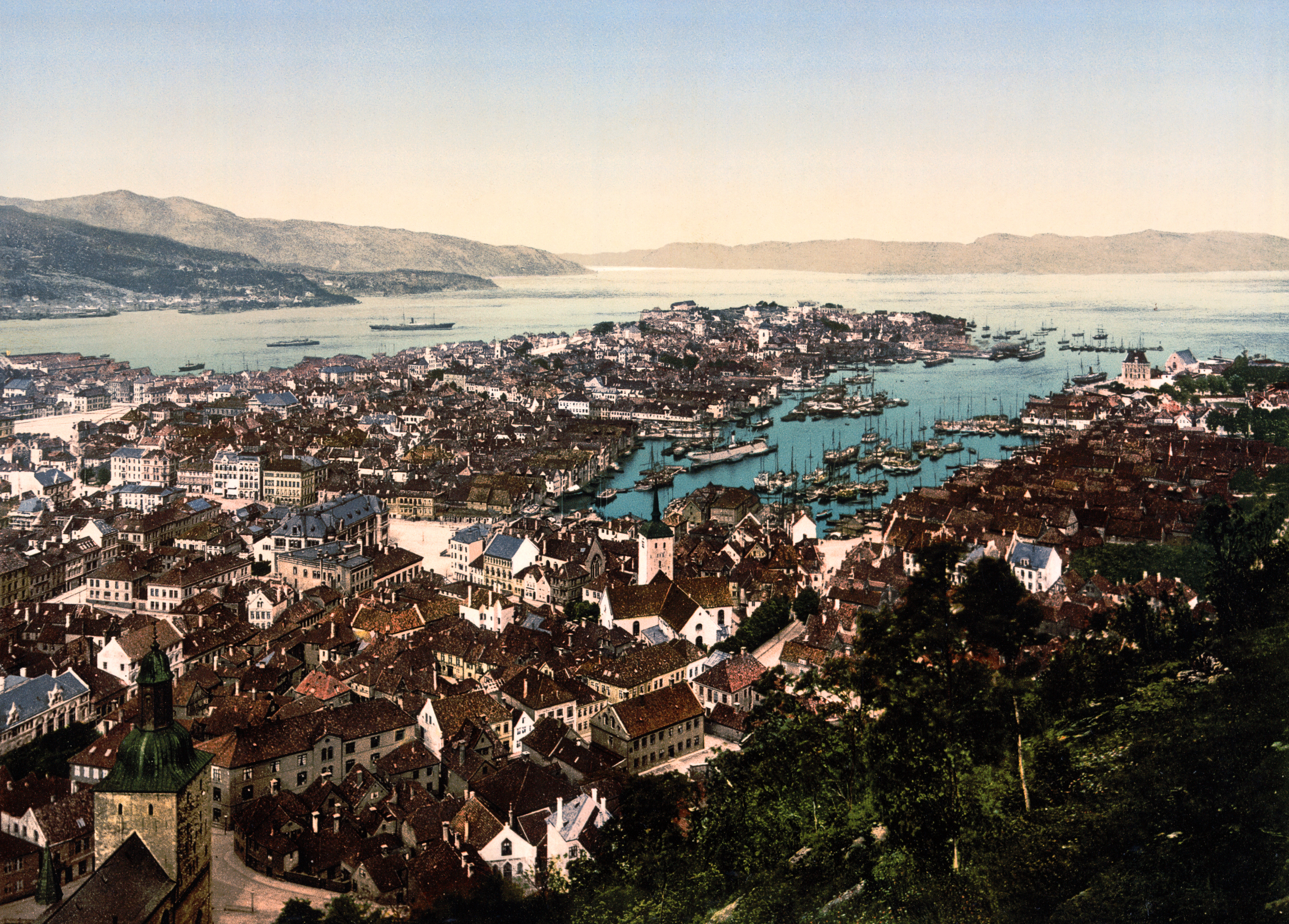
Історична фотографія Бергена кінця 19-го століття
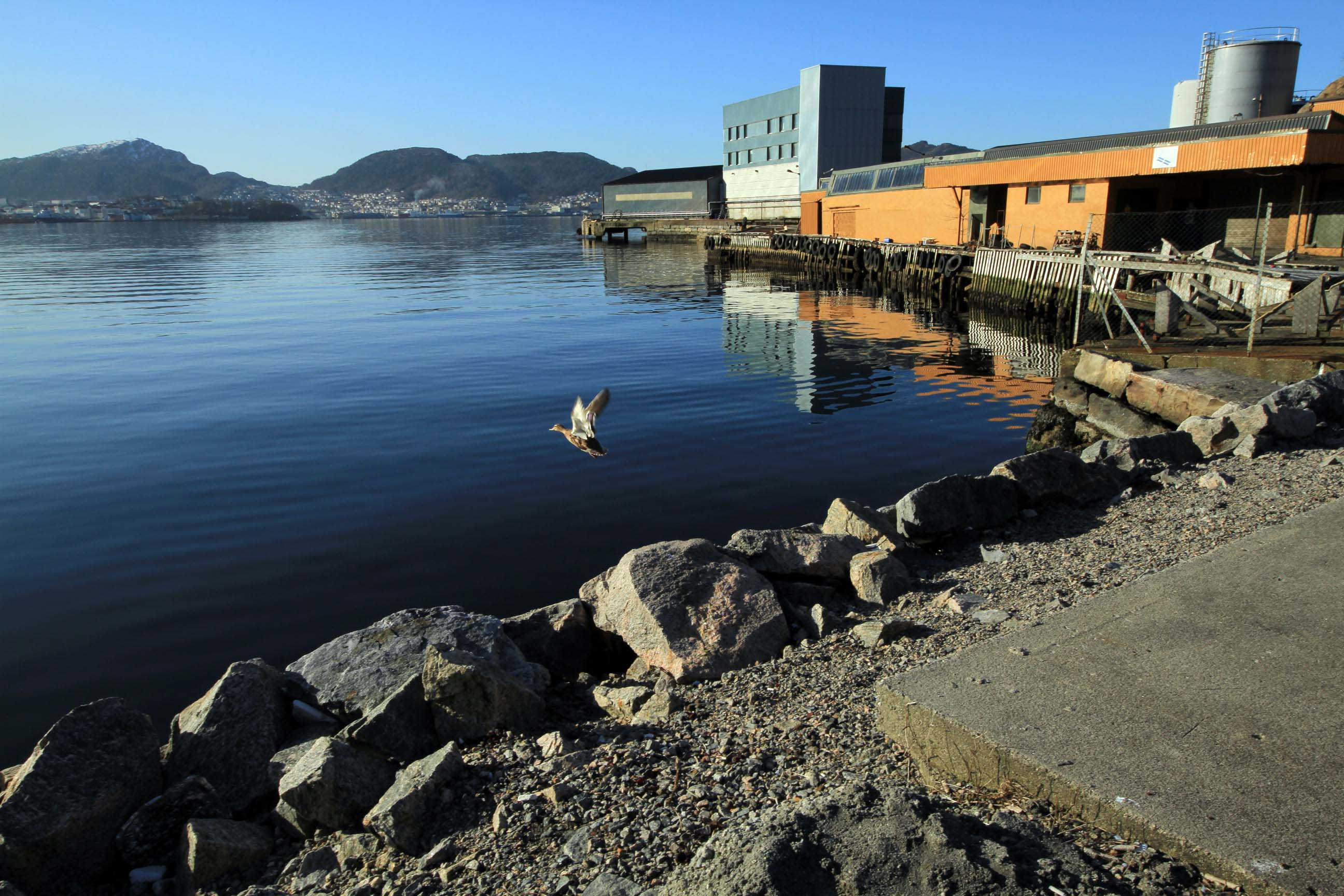
Панорама Брейвікена
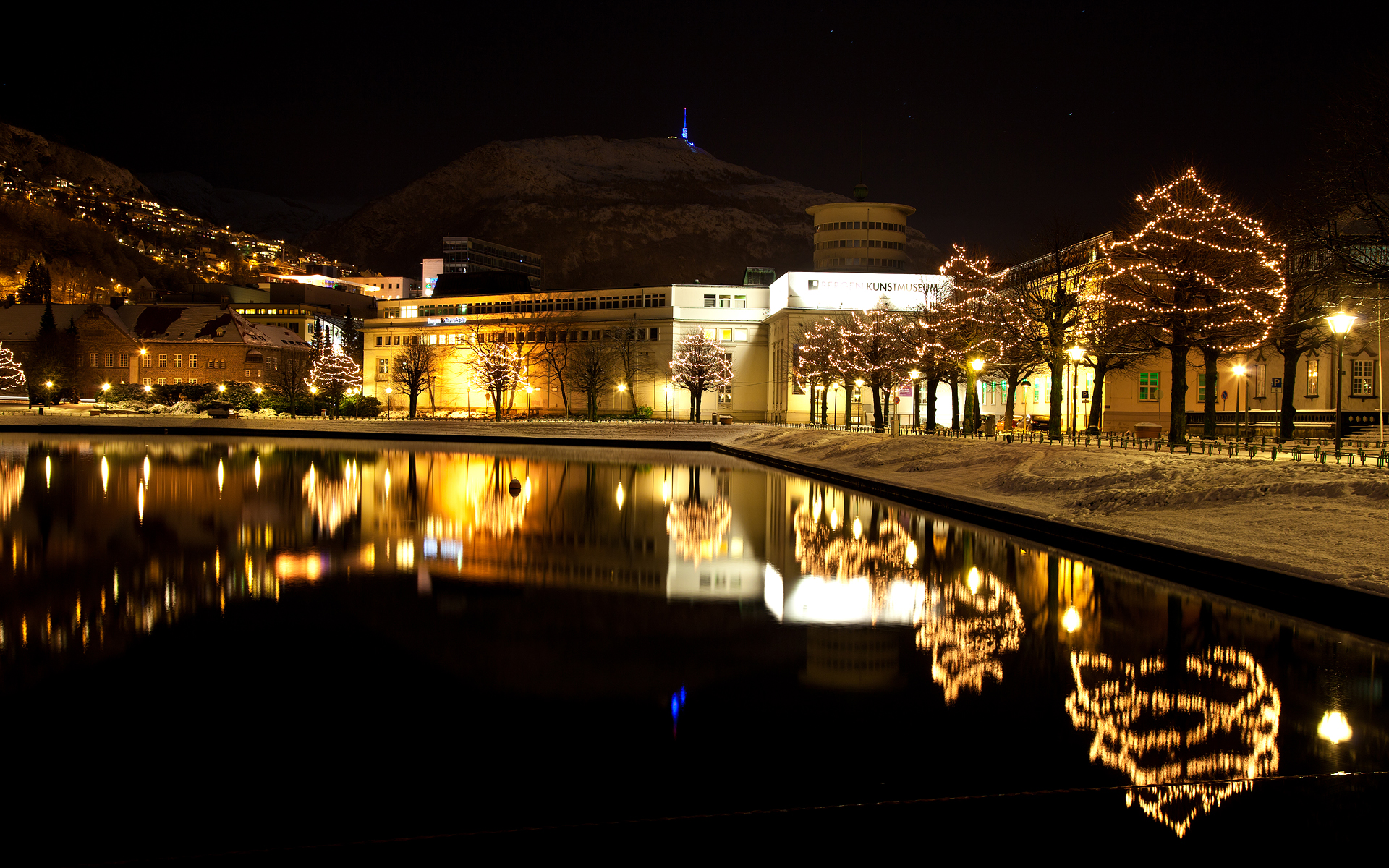
Передсвятковий Берген
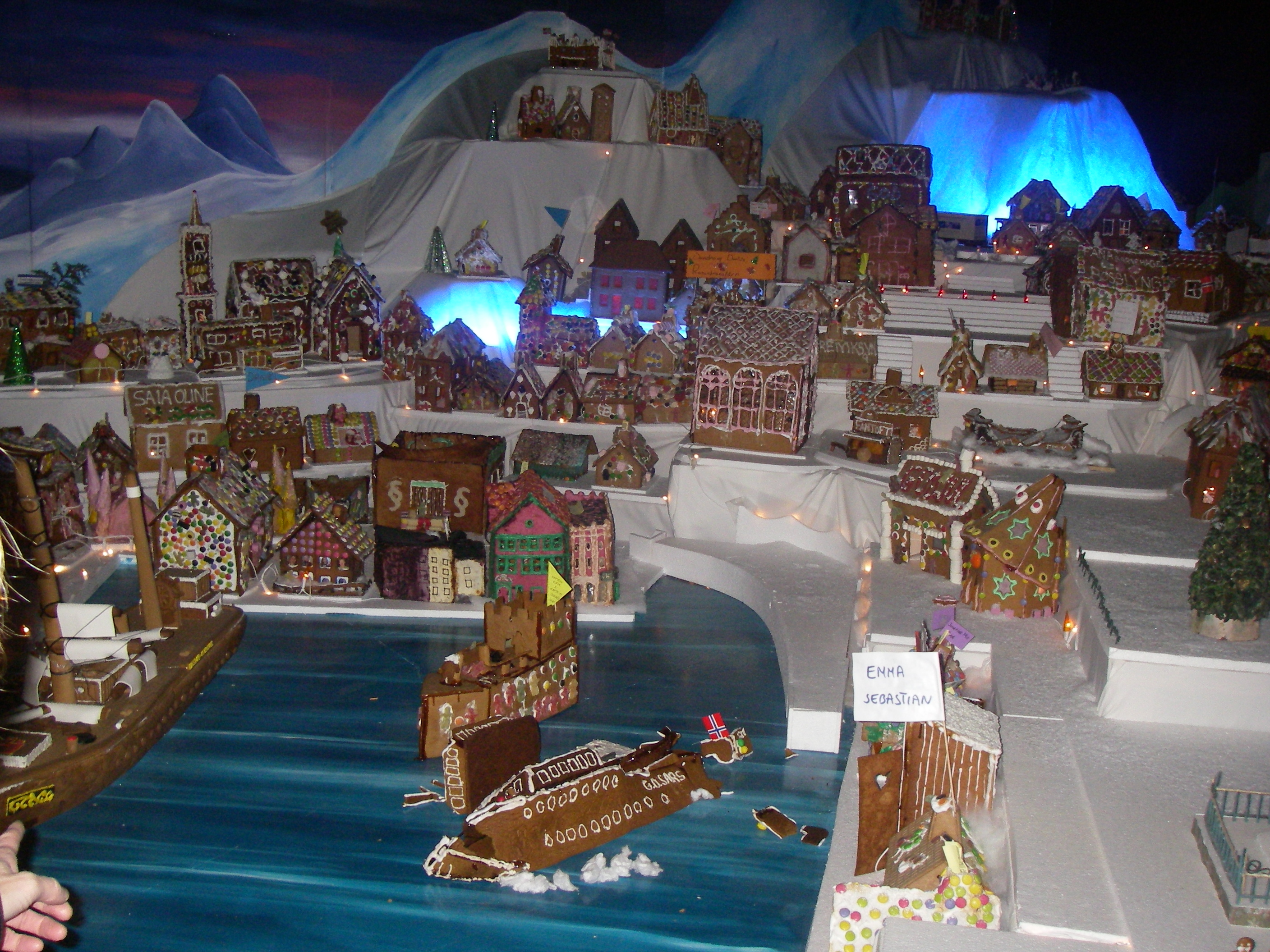
Пряникове містечко